# Lady Cop and Papa Crook
Pour plus de détails, voir Fiche technique et Distribution.
Lady Cop and Papa Crook (大搜查之女, Daai sau cha ji neui) est un thriller hongkongais écrit et réalisé par Alan Mak et Felix Chong et sorti en 2008. Il raconte la collaboration inattendue entre une policière colérique (Sammi Cheng) et un trafiquant de gazole rouge (Eason Chan) après l'enlèvement du fils de ce-dernier.
Il marque le retour au cinéma de Sammi Cheng après une absence de trois ans, son dernier film étant Everlasting Regret en 2005. Après le tournage, la date de sortie en salle du film est retardée à plusieurs reprises, en raison du non-respect des normes de censure chinoises, ce qui entraîne la reprise de plusieurs scènes.

## Synopsis
John Fok (Eason Chan), un trafiquant de gazole rouge en Chine, devient l'objet d'une enquête de la police de Hong Kong et de Chine continentale après l'explosion accidentel d'un pétrolier et est contraint de mettre un terme à ses activités pour calmer les choses. Alors que ses concurrents commerciaux commencent à se rapprocher, un membre de sa famille envisage de le trahir. En apparence, John semble totalement impuissant, mais en réalité, il organise un retour majeur depuis des mois. Au moment où il est enfin prêt à changer la situation, son fils unique est enlevé.
De son côté, l'inspectrice principale Maureen Szeto (Sammi Cheng) est l'étoile montante de la police, félicitée pour avoir combattu le crime avec son sang froid et sa précision caractéristiques. Cependant, en matière sentimental, elle est totalement hors course. Après avoir fréquenté le même homme pendant plus de dix ans sans perspective probable de mariage, elle décide de prendre les choses en main une fois pour toutes, avant qu'elle ne devienne trop âgée pour avoir un enfant. Située à un tournant de sa vie, elle est ravie d'être chargée d'enquêter sur l'enlèvement du fils de John.
John envoie toute sa bande pour rechercher son fils, mais découvre uniquement que ses rivaux redéploient des gens en Chine pour le tuer. Juste au moment où il est sur le point d'ordonner un affrontement total, Maureen arrive soudainement chez lui avec son équipe et s'installe sur place. La repoussant au début, il trouve bientôt son analyse critique de la situation à la fois appropriée et utile. Une coopération improbable entre flics et escrocs s'ensuit donc.

## Fiche technique
- Titre original : 大搜查之女
- Titre international : Lady Cop and Papa Crook
- Réalisation et scénario : Alan Mak et Felix Chong
- Photographie : Edmond Fung
- Montage : Kong Chi-leung
- Musique : Chan Kwong-wing
- Production : 	John Chong (en)
- Sociétés de production : Media Asia Entertainment Group, China Film Media Asia, Beijing Silver Moon et Pop Movies
- Sociétés de distribution : Media Asia Distribution (Hong Kong), Enlight Pictures (Chine) et Shaw Organisation (Singapour)
- Pays d’origine :  Hong Kong
- Langue originale : cantonais et mandarin
- Format : couleur
- Genres : Thriller
- Durée : 92 minutes
- Date de sortie :
  -  Chine : 23 décembre 2008
  -  Hong Kong et  Singapour : 1er janvier 2009
  -  Viêt Nam : 20 mars 2009
  -  Japon : 11 janvier 2014

## Distribution
- Sammi Cheng : Maureen Szeto Mo-Lin
- Eason Chan : John Fok
- Richie Ren : Gogo
- Michelle Ye : Yammy
- Chapman To : Vincent Lee
- Kate Tsui : Fiona Chan
- Zhang Guoli (en) : Xu Ban Shan
- Felix Lok (en) : Oncle Shing
- Wilfred Lau : Ron Fok
- Liu Kai-chi : Bowie Cheung
- Vincent Kok (en) : Momo
- Jo Kuk (en) : Joey
- Stephanie Che : Vivian
- Michelle Loo : Jenny
- Kenny Wong Tak-Bun : Darren
- Dong Yong (en) : Zhao Tianhe
- Conroy Chan : Michael
- Emotion Cheung
- Tin Kai-man (en) : Toto
- Joe Cheung : Oncle Wing

## Production
Lady Cop and Papa Crook est la seconde co-réalisation d'Alan Mak et Felix Chong, les scénaristes de la trilogie des Infernal Affairs (en). Ils retrouvent Sammi Cheng qui avait joué dans Infernal Affairs 3. Le film dispose d'un budget de 30 millions HK$.

### Développement
Le scénario original de Lady Cop and Papa Crook était centré sur deux personnages masculins forts. L'idée prend forme pendant qu'Alan Mak parlait à des amis policiers et leur demanda au hasard s'ils seraient prêts ou non à enquêter sur l'enlèvement du fils d'un gangster. Mak est informé de la procédure appropriée : « Si [l'un des membres de votre famille] est enlevé, la première chose que la police fait est de bloquer votre maison. L'image immédiate que j'avais était un groupe de gangsters et de policiers piégés au même endroit. Beaucoup de choses intéressantes pourraient arriver ».
L'idée conduit à un scénario, mais lorsque le script est finalement terminé, Mak se sent mal à l'aise avec le concept d'un nouveau buddy movie. Chong et Mak décident alors que le film serait centré sur une femme policier, et pensent immédiatement à Sammi Cheng dans le rôle principal. Les réalisateurs estiment tous deux que Cheng est un modèle parmi les femmes. Pour l'autre binôme, Chong pense à Eason Chan alors qu'il assiste à l'un de ses concerts en 2006. Pendant le tournage, les deux réalisateurs apprennent à Chan à utiliser une méthode de jeu similaire à celle de Tony Leung Chiu-wai. Chong et Mak révèlent également que le costume que Cheng porte dans le film est fait sur mesure et dessiné d'après le costume que porte Andy Lau dans Infernal Affairs.

### Censure
Lady Cop and Papa Crook est d'abord prévu pour septembre 2008, mais est reporté car il ne répond pas aux normes de la censure chinoise.  Il est soumis à l'autorité des licences de télévision et de divertissement (en) du gouvernement de Hong Kong le 7 août 2008 dans une version de 97 minutes. Il est classé de catégorie IIB, mais des problèmes avec les censeurs de la Chine continentale entraînent la reprise de plusieurs scènes et le film est soumis à nouveau à l'autorité des licences. Le 11 décembre, une version raccourcie du film, qui dure maintenant 91 minutes, est soumise à l'autorité des licences, et est de nouveau approuvée avec une classification de catégorie IIB. Une version director's cut de 97 minutes est disponible en DVD.